# Ctenus decemnotatus
Ctenus decemnotatus este o specie de păianjeni din genul Ctenus, familia Ctenidae, descrisă de Simon, 1910.
Este endemică în Guinea-Bissau. Conform Catalogue of Life specia Ctenus decemnotatus nu are subspecii cunoscute.